# Biblioteca Navarra Digital
La Biblioteca Navarra Digital (BiNaDi) (en euskera, Nafarroako Liburutegi Digitala) es un servicio bibliográfico creado en 2007 por el Servicio de Bibliotecas del Gobierno de Navarra para facilitar el acceso y descarga de copias digitalizadas de fondos tanto impresos como manuscritos, cuya temática está vinculada con Navarra o porque han sido producidos en ella. De forma marginal también otro tipo de obras raras de muy difícil acceso. Fue creado «para la difusión del patrimonio bibliográfico de Navarra» al mismo tiempo que sirve como «instrumento para su preservación.»

## Descripción
Este servicio se sustenta en el Amejoramiento del Régimen Foral de Navarra (LORAFNA) (arts. 44.9 y 44.10) donde se estipula la competencia exclusiva que tiene la Comunidad Foral de Navarra sobre el patrimonio histórico, archivos, bibliotecas, museos, hemerotecas y otros depósitos culturales de titularidad pública que no pertenezcan al Estado. En 2002 se promulga una Ley Foral que regula el Sistema Bibliotecario de Navarra que en su art. 16, establece que «la Biblioteca de Navarra es la máxima responsable del patrimonio bibliográfico de la Comunidad Foral.»

## Historia

### El Catálogo Colectivo del Patrimonio Bibliográfico de Navarra (CCPBN)
Durante los años 90 del siglo XX se inician en España las primeras tareas de digitalización de fondos bibliográficos llegando esta iniciativa a las bibliotecas regionales y autonómicas durante la primera década del siglo XXI en gran medida impulsadas por las ayudas del Ministerio de Cultura para tal fin concedidas desde 2007. La creación de BiNaDi se sustenta en un trabajo previo de catalogación automatizada de fondos patrimoniales navarros que, gracias a los convenios de colaboración suscritos (1996, 2001, 2006, 2022) entre el Ministerio de Cultura y el Gobierno de Navarra, ha dado lugar al Catálogo Colectivo del Patrimonio Bibliográfico de Navarra (CCPBN). Desde 2006 el CCPBN es accesible en internet.
A fecha de 2019 el CCPBN incorpora de más de 67.000 títulos y 85.500 ejemplares pertenecientes a 20 bibliotecas y colecciones patrimoniales navarras, participando bibliotecas de Navarra tanto privadas como públicas: Roncesvalles, Catedral de Pamplona, Convento capuchino de San Pedro Extramuros de Pamplona, Abadía de Leyre, Palacio Decanal de Tudela, Biblioteca Azcona, etc.). Es uno de los principales catálogos automatizados de Navarra junto a los propios tanto de la Universidad de Navarra como de la Universidad Pública de Navarra. Todas estas catalogaciones son susceptibles de ir conformado el corpus de BiNaDi.

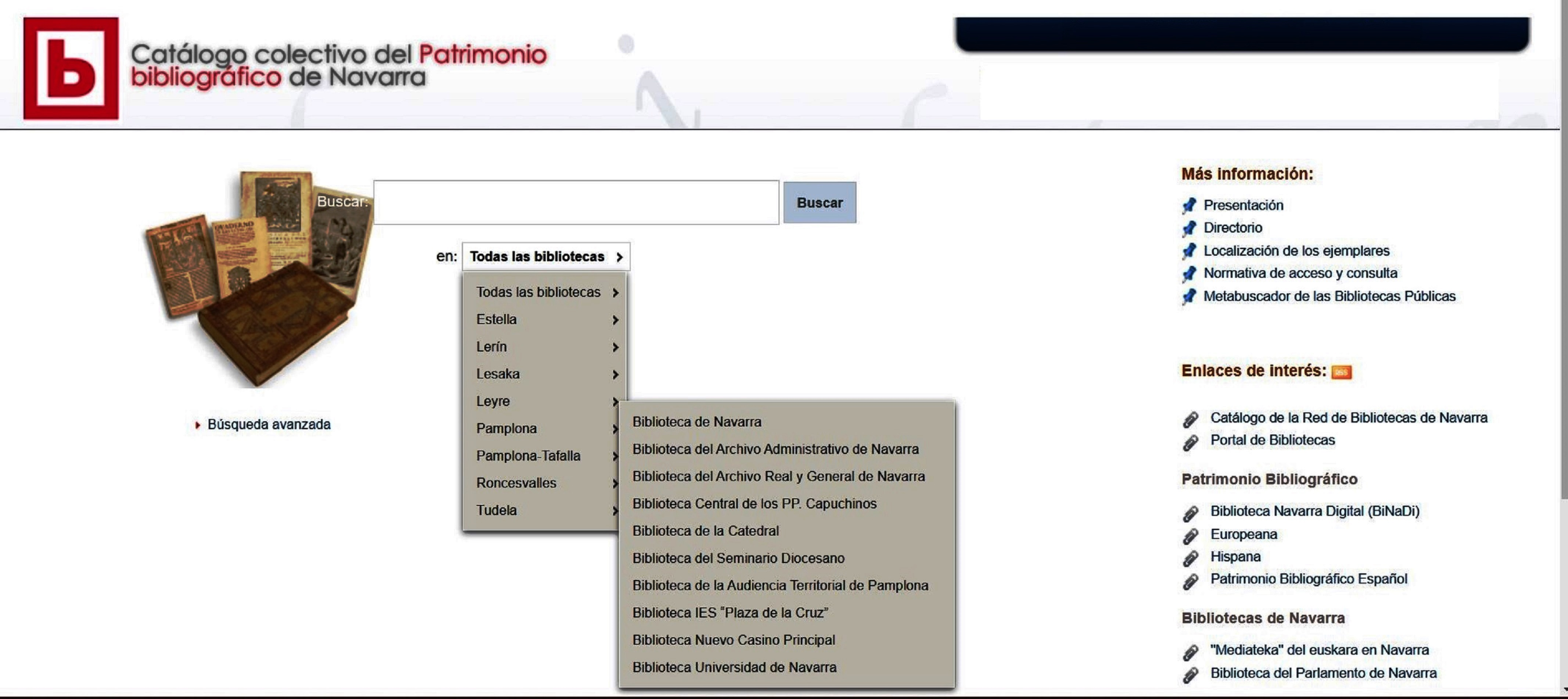
Portal del Catálogo Colectivo del Patrimonio Bibliográfico de Navarra

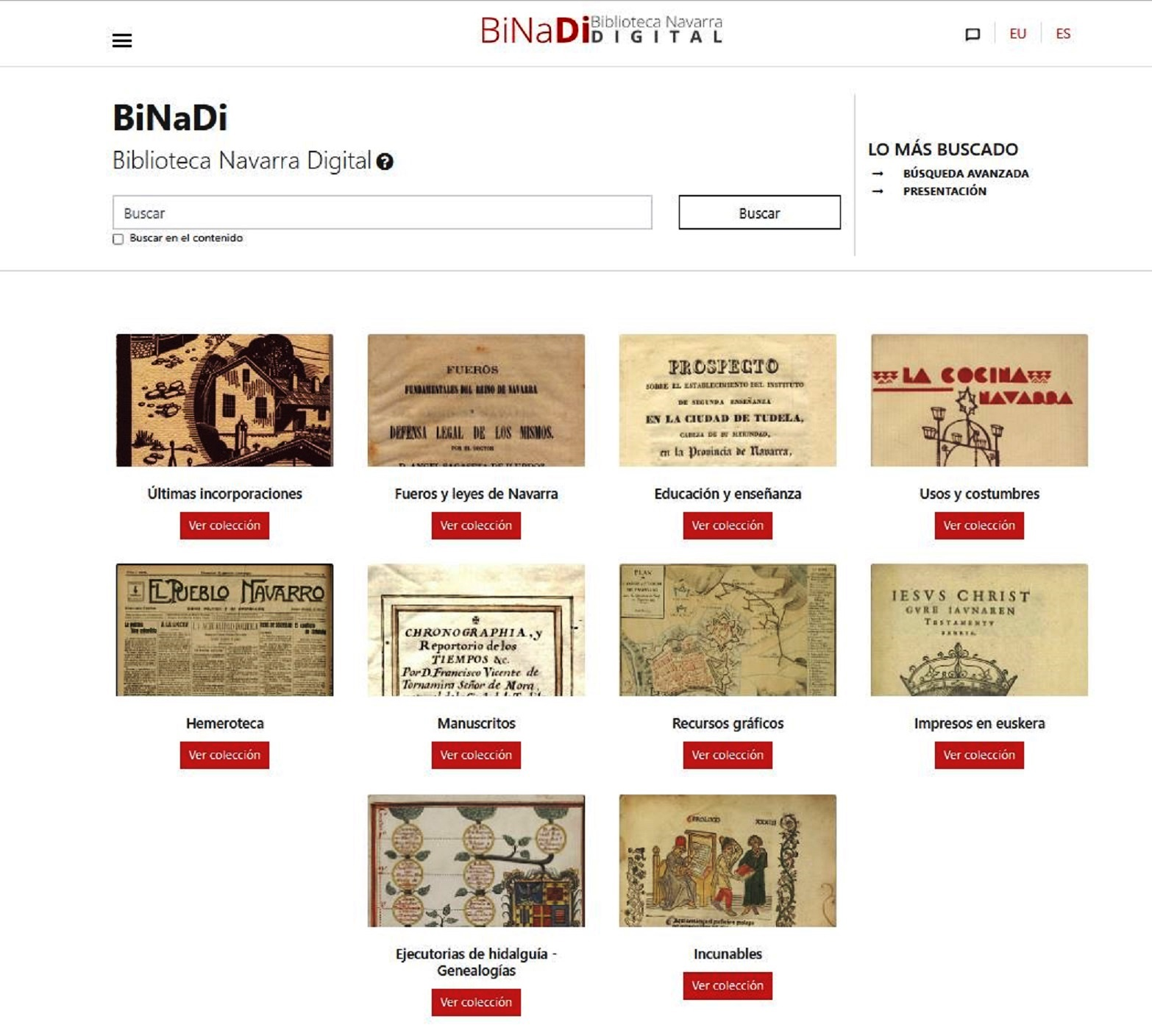
BiNaDi - Máscara inicial actual

### BiNaDi desde 2007
El desarrollo de un motor de búsqueda para facilitar la consulta de los fondos ya digitalizados se construye con una primera versión del repositorio OAI-PMH de BiNaDi facilitando a terceros información contenida en formato Dublin Core. Además, siguiendo los requisitos técnicos del Ministerio de Cultura, está presente en proyectos como Hispana y Europeana. En esta primera fase ofrecía especialmente fondos bibliográficos institucionales (los Quadernos de Leyes y Recopilaciones legislativas históricas, los Anales del P. Moret, etc.). Abarcaba el periodo cronológico entre 1494, con De regimine principum de Aegidius Romanus, hasta 1953, con las Biografías de los ilustres navarros del siglo xix y parte del xx de Javier Ibarra Murillo.
Entre 2009 y 2012 se incorporan los artículos de la revista Príncipe de Viana correspondientes al período entre 1940-2006, de los Cuadernos de Etnología y Etnografía de Navarra (1969-2010) y de Fontes Linguae Vasconum (1969-2010), además de la colección completa de la desaparecida revista ilustrada La Avalancha (1895-1950). En este período «el repositorio evoluciona al formato OAI EDM (Europeana Data Model) y pasa a alojarse en otra dirección web.«
En 2015 se empiezan a digitalizar obras procedentes del fondo editorial de la desaparecida Caja de Ahorros de Navarra a través de la Fundación Caja Navarra.

### BiNaDi 4.0
La anunciada indisponibilidad de Google Search Appliance, informada a principios de 2016, obliga a evolucionar tanto el motor de búsqueda como el repositorio. Por otro lado, en 2017 se emprende el proyecto de digitalización de fondos de la Biblioteca Azcona y en 2019 se presenta la nueva página (binadi.navarra.es). A principios de 2021, BiNaDi incluye 13.057 objetos digitales, con un total aproximado de 620.000 páginas, de cronologías que van desde el siglo XV hasta el siglo XX, de los que 3.090 se corresponden a monografías y otros materiales bibliográficos y 9.967 a números de prensa histórica y artículos de revistas. Contienen obras en nueve idiomas diferentes siendo el predominante el español, seguido a distancia con aportaciones en francés, latín y euskera. El resto serían obras puntuales en italiano, alemán, inglés y hebreo.

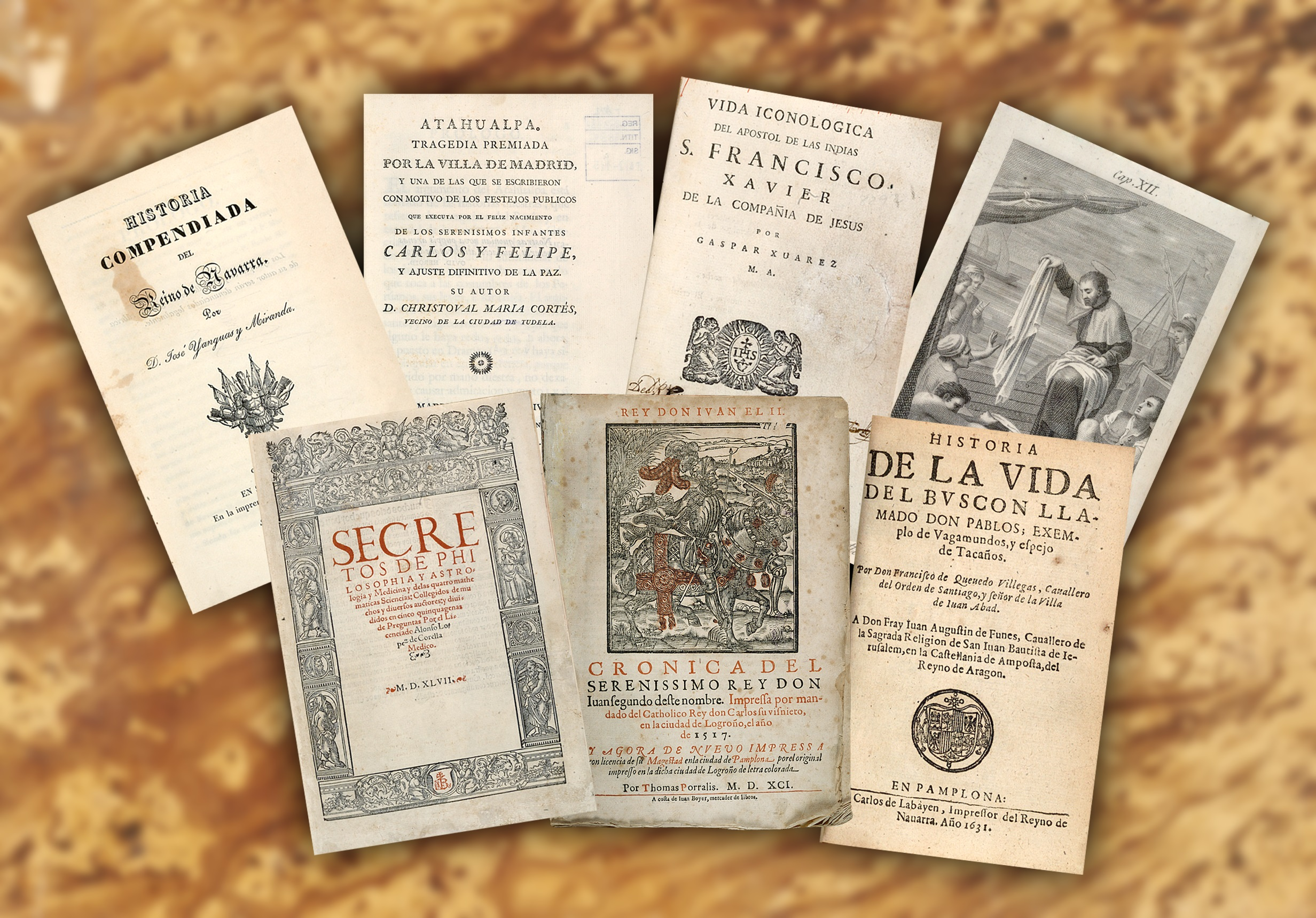
BiNaDi - Generalidades

## Contenidos

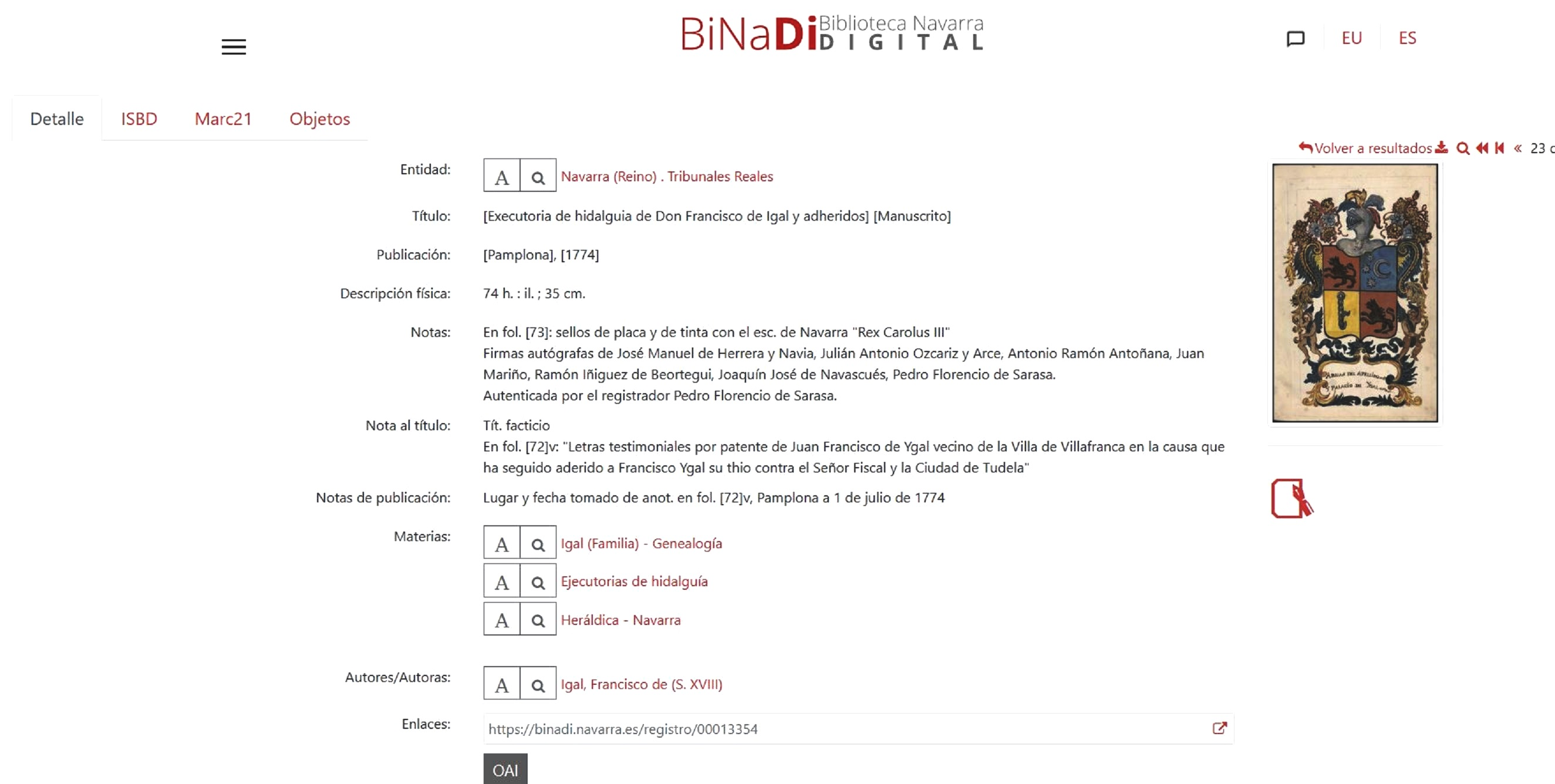
Ejemplo de una ficha de un objeto digital de BiNaDi

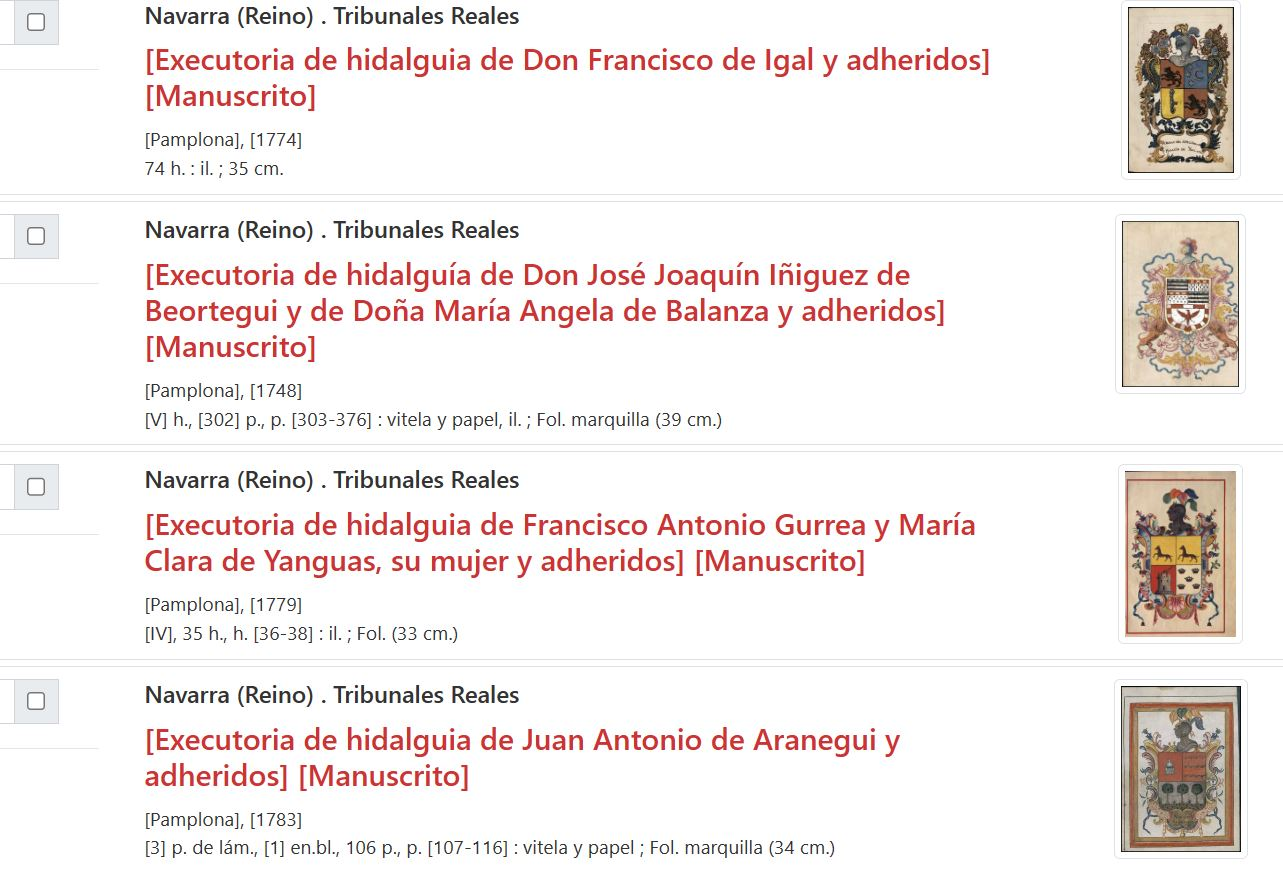
Listado de Heráldica en BiNaDi